# Ворожбит, Наталья Анатольевна
Ната́лья Анато́льевна Ворожби́т (укр. Наталія Анатоліївна Ворожбит; род. 4 апреля 1975, Киев) — украинский драматург, режиссёр, сценаристка, куратор. Пишет на украинском и русском языках. Лауреат Государственной премии Украины имени Александра Довженко (2021).

## Биография
В 2000 году окончила Литературный институт им. Горького в Москве. С 2000 по 2005 год работа в различных телевизионных проектах. Принимала участие в театральных и драматургических фестивалях «Любимовка», «Новая драма» и др.
В 2004 году стала лауреатом литературной премии «Эврика» (пьеса «Галка Моталко»).
В 2009 году выступила сценаристом сериала «Школа» (режиссёры Валерия Гай Германика, Руслан Маликов, Наталия Мещанинова).
8 мая 2015 года в Центре имени Мейерхольда состоялся предпремьерный показ спектакля Виктора Рыжакова «Саша, вынеси мусор» по одноимённой пьесе Натальи Ворожбит. Пьеса была написана в рамках проекта шотландского драматурга и режиссёра Николы Маккартни «A Play, A Pie and A Pint». Участникам проекта были поставлены несколько условий: пьеса исполняется не дольше пятидесяти минут, и в ней должно быть не более трёх персонажей.
В октябре 2015 Ворожбит стала одним из основателей киевского «Театра переселенца».

## Фильмография
Автор сценариев фильмов
- «Киборги»
- «Дикое поле»

Автор сценария сериала
- «Поймать Кайдаша»

режиссёр фильма «Плохие дороги».

## Награды
- Премия «Золотая дзига» (2018).
- Государственная премия Украины имени Александра Довженко (2021).[4]
- Национальная премия Украины имени Тараса Шевченко (2022).

## Пьесы
- 1994 — «Житие простых»
- 1995 — «Девочка со спичками»
- 1997 — «Супербум и другие подарки»
- 1999 — «Ширма»
- 2002 — «Галка Моталко»
- 2004 — «Что ты хочешь, украинский бог?»
- 2004 — «Демоны»
- 2005 — «Присоединяюсь»
- 2014 — «Саша, вынеси мусор»
- 2015  — «Зернохранилище»
- 2015  —  «Дневники Майдана»

## Постановки
- 1995 — «Житие простых». Молодёжный театр, Киев.
- 2003 — «Девочка со спичками». Театр «Приют комедианта», Санкт-Петербург.
- 2003 — «Галка Моталка». Театр «Голосова 20», Тольятти.
- 2004 — «Ширма». Театр «Кукушкино гнездо», Новороссийск.
- 2004 — «Что ты хочешь украинский бог?». «The Royal Court Theatre», Лондон.
- 2005 — «Присоединяюсь». «The Tristan Bates Theatre», Лондон.
- 2005 — «Галка Моталка». Национальный Латвийский театр, Рига.
- 2005 — «Галка Моталко». «Центр драматургии и режиссуры», Москва.
- 2007 — «Раба хвоста» (реж. В. Фаэр).. «Центр драматургии и режиссуры», Москва.[5]
- 2015 — «Саша, вынеси мусор» (реж.В. Рыжаков ). Центр имени Мейерхольда, Москва.[2]
- 2016 — «Саша, вынеси мусор» (реж. О. Зиброва). Театр «18+», Ростов-на-Дону.[6]